# Лазарев, Василий Егорович
Василий Егорович Лазарев (1820 — 17 [29] сентября 1882, Севастополь, Таврическая губерния) — российский контр-адмирал, в период обороны Севастополя лейтенант 39-го флотского экипажа.

## Биография
Родился в 1820 году. В 1833 году поступил учеником в Черноморскую штурманскую роту, а в 1841 году был произведен в мичманы. Плавал на различных судах в Чёрном море.
Участник Крымской войны. В обороне Севастополя участвовал все 349 дней: командовал Камчатским люнетом, артиллерией на Малаховом кургане. Несколько раз был ранен и контужен. 11 мая 1855 года за Севастополь Высочайшим распоряжением награждён ордена святого Георгия 4-й степени.
«…22 марта контужен в правую сторону головы; остался на месте. 19 апреля 1855, чувствуя сильную боль, как от этой контузии, так и от раны, полученной 11.10.1854 г., отправился в госпиталь».
27 августа 1855 года во время отражения штурма, был тяжело ранен, попал в плен на Малаховом кургане. После окончания Крымской войны, в 1856 году вернулся на родину в конце января 1856 г. За отличие в конце обороны Севастополя произведен в капитан-лейтенанты. Служил на Чёрном море, в 1874 году его повысили до звания контр-адмирал с выходом в отставку.

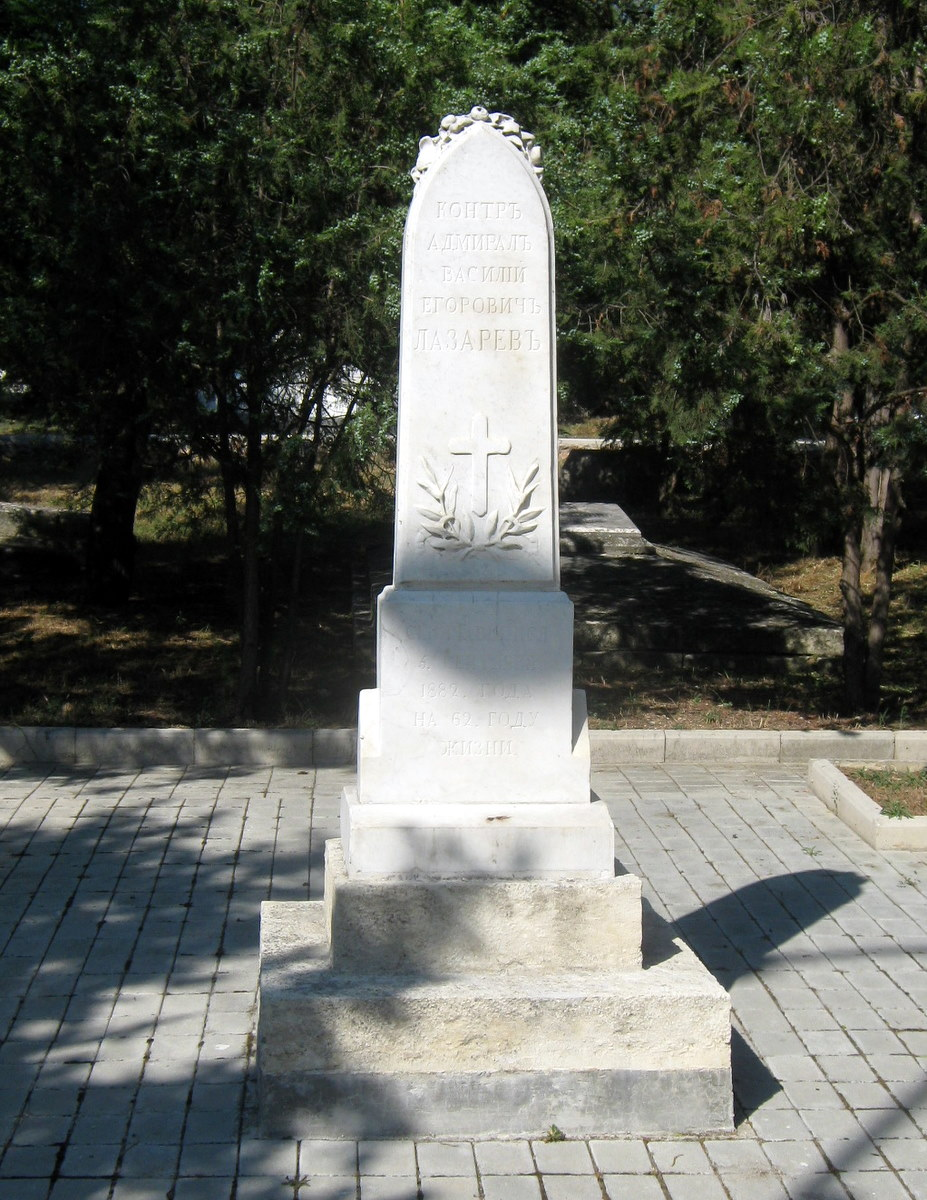
Могила Василия Лазарева

Умер 5 (17 сентября) 1882 года. Похоронен в Севастополе на Братском кладбище. Надгробие-стрельчатых очертаний стела, с использованием готических форм,— сооружено из белого мрамора и установлена на цоколе из крымбальского известняка. На потолке — навершие в виде рельефной гирлянды, в нижней части — греческий крест в рельефных ветвях дуба и лавра. Эпитафия: «Контр-адмирал Василий Егорович Лазарев скончавшийся 5 сентября 1882 года на 62 году жизни».